# Trachyjulus nordquisti
Trachyjulus nordquisti är en mångfotingart som först beskrevs av Carl Graf Attems 1909.  Trachyjulus nordquisti ingår i släktet Trachyjulus och familjen Cambalopsidae. Inga underarter finns listade i Catalogue of Life.